# Maryory Sánchez
Maryory Estefanny Cristina Sánchez Panibra, conocida simplemente como Maryory Sánchez, (Lima, 7 de abril de 1997) es una aviadora comercial y futbolista peruana quien juega como arquera actualmente en el Club Alianza Lima de la Liga Femenina FPF de Perú.

## Trayectoria
Debutó profesionalmente para el Universitario de Deportes en 2014, luego pasaría al Sporting Cristal. Tras 5 temporadas jugando su natal Perú toma rumbos internacionales.
En 2020 juega para el Deportivo Cali de Colombia, el 7 de abril de 2021, Sánchez firmó con el equipo ecuatoriano Academia Sport JC.
En enero de 2022, Sánchez vuelve al Perú, para ser contratada, y posteriormente es cedida por Alianza Lima al equipo colombiano Millonarios, en donde disputa los 18 partidos de la temporada.

## Selección nacional

### Menores
Maryory representó a Perú en el Campeonato Sudamericano Sub-17 Femenino 2013 y dos ediciones del Campeonato Sudamericano Femenino (Sub-20 en 2014 y 2015).

### Mayores
En la categoría absoluta, disputó dos ediciones de la Copa América Femenina ( 2014, 2018 y 2022) y los Juegos Panamericanos de 2019.

### Participaciones con la Selección de fútbol del Perú
| Competición                                     | Sede     | Resultado      | Partidos |
| ----------------------------------------------- | -------- | -------------- | -------- |
| Campeonato Sudamericano Femenino Sub-17 de 2013 | Paraguay | Fase de grupos | ?        |
| Campeonato Sudamericano Femenino Sub-20 de 2014 | Uruguay  | Fase de grupos | ?        |
| Copa América Femenina 2014                      | Ecuador  | Fase de grupos | ?        |
| Campeonato Sudamericano Femenino Sub-20 de 2015 | Brasil   | Fase de grupos | ?        |
| Copa América Femenina 2018                      | Chile    | Fase de grupos | 4        |
| Juegos Panamericanos 2019                       | Perú     | Fase de grupos | 4        |
| Copa América Femenina 2022                      | Colombia | Fase de grupos | 4        |

## Clubes
| Club             | País     | Año             |
| ---------------- | -------- | --------------- |
| Universitario    | Perú     | 2014 - 2017     |
| Sporting Cristal | Perú     | 2017 - 2019     |
| Deportivo Cali   | Colombia | 2020            |
| Alianza Lima     | Perú     | 2021            |
| Millonarios      | Colombia | 2022            |
| Alianza Lima     | Perú     | 2022            |
| Millonarios      | Colombia | 2023            |
| Alianza Lima     | Perú     | 2023 - Presente |

## Estadísticas
| Club                      | Div.          | Temporada     | Liga | Liga | Liga | Copa Internacional | Copa Internacional | Copa Internacional | Total | Total | Total |
| Club                      | Div.          | Temporada     | PJ   | GR   | Imb. | PJ                 | GR                 | Imb.               | PJ    | GR    | Imb.  |
| ------------------------- | ------------- | ------------- | ---- | ---- | ---- | ------------------ | ------------------ | ------------------ | ----- | ----- | ----- |
| Deportivo Cali · Colombia | 1.ª           | 2020          | 7    | -7   | 1    | —                  | —                  | —                  | 7     | -7    | 1     |
| Deportivo Cali · Colombia | Total club    | Total club    | 7    | -7   | 1    | 0                  | 0                  | 0                  | 7     | -7    | 1     |
| Millonarios · Colombia    | 1.ª           | 2022          | 18   | -15  | 8    | —                  | —                  | —                  | 18    | -15   | 8     |
| Millonarios · Colombia    | Total club    | Total club    | 18   | -15  | 8    | 0                  | 0                  | 0                  | 18    | -15   | 8     |
| Total carrera             | Total carrera | Total carrera | 25   | -22  | 9    | 0                  | 0                  | 0                  | 25    | -22   | 9     |

## Palmarés

### Títulos nacionales
| Título                    | Club         | País | Año  |
| ------------------------- | ------------ | ---- | ---- |
| Primera División del Perú | Alianza Lima | Perú | 2021 |
| Primera División del Perú | Alianza Lima | Perú | 2022 |
| Primera División del Perú | Alianza Lima | Perú | 2024 |

### Distinciones individuales
| Distinción                                   | Año  |
| -------------------------------------------- | ---- |
| Primer puesto Conmebol Evolución de arqueros | 2021 |
| Primer puesto Conmebol Evolución de arqueros | 2022 |
| Mejor arquera de la Liga Femenina FPF        | 2022 |